# Gmina związkowa Bodenheim

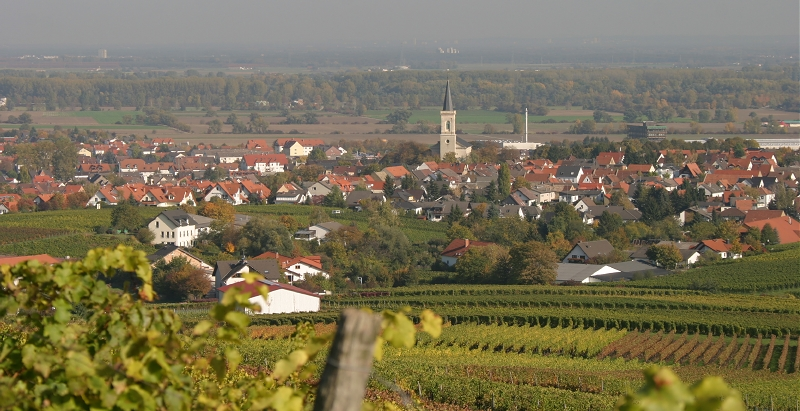

Gmina związkowa Bodenheim (niem. Verbandsgemeinde Bodenheim) – gmina związkowa w Niemczech, w kraju związkowym Nadrenia-Palatynat, w powiecie Mainz-Bingen. Siedziba gminy związkowej znajduje się w miejscowości Bodenheim.

## Podział administracyjny
Gmina związkowa zrzesza pięć gmin wiejskich:
1. Bodenheim
2. Gau-Bischofsheim
3. Harxheim
4. Lörzweiler
5. Nackenheim